# Ulunchan
Ulunchan (ros. Улюнхан) – wieś (ułus) w Rosji, w Buriacji, w rejonie kurumkańskim. W 2010 liczyła 678 mieszkańców.